# Historische Dietrichepik
Die Historische Dietrichepik  als neuzeitlicher literaturwissenschaftlicher Begriff fasst innerhalb der mittelhochdeutschen Heldendichtung des 13. Jahrhunderts die Stücke, in denen die Stoffe um die Figur des Dietrich von Bern rezipiert werden. Deren Grundlage sind ältere Sagenstoffe, die auf die historische Vorlage des Theoderich des Großen zurückgehen und diese in den zeitgebundenen soziokulturellen Kontext des hohen Mittelalters transformieren. Zuvorderst handelt es sich dabei um die Epen von „Dietrichs Flucht“, die „Rabenschlacht“ und „Alpharts Tod“.